# Рецоаљио Басо (Ђенова)
Рецоаљио Басо је насеље у Италији у округу Ђенова, региону Лигурија.
Према процени из 2011. у насељу је живело 49 становника. Насеље се налази на надморској висини од 684 м.